# Axé (candomblé)
O termo "axé" (de àṣẹ, termo iorubá que significa "energia", "poder", "força") pode se referir tanto aos assentamentos de orixás que ficam nos pejis (altares de candomblé) quanto à força mágica que sustenta os terreiros de candomblé, uma filosofia iorubá definida para representar o poder que faz as coisas acontecerem. 
Acredita-se que seja dado por Olodumarê a tudo - deuses, ancestrais, espíritos, humanos, animais, plantas, rochas, rios e palavras expressas como canções, orações, louvores, maldições ou até conversas cotidianas. A existência, de acordo com o pensamento iorubá, depende disso.

## A cabeça como morada do axé
A cabeça, ou orí, é investida de grande importância na arte e no pensamento iorubá. Quando retratado na escultura, o tamanho da cabeça é frequentemente representado como quatro ou cinco vezes o tamanho normal em relação ao corpo, a fim de transmitir que é o local do axé de uma pessoa, bem como de sua natureza essencial, ou iwa. Os iorubás distinguem entre a cabeça externa (ode) e a interna (inu). Ode é a aparência física de uma pessoa, que pode mascarar ou revelar seus aspectos internos (inu). Qualidades internas, como paciência e autocontrole, devem dominar as externas.

A cabeça também liga a pessoa com o outro mundo. A cerimônia imori (que se traduz em "conhecer a cabeça") é o primeiro rito realizado após o nascimento de uma criança iorubá. Durante o imori, um oraculista determina se a criança vem da linhagem de sua mãe ou de seu pai ou de um orixá em particular. Se este for o caso, então a criança passará por uma iniciação no orixá indicado durante a idade adulta, durante a qual o ori inu da pessoa se torna o receptáculo espiritual para o axé daquele orixá. Para se preparar para essas cerimônias, a cabeça da pessoa é raspada, banhada e ungida.

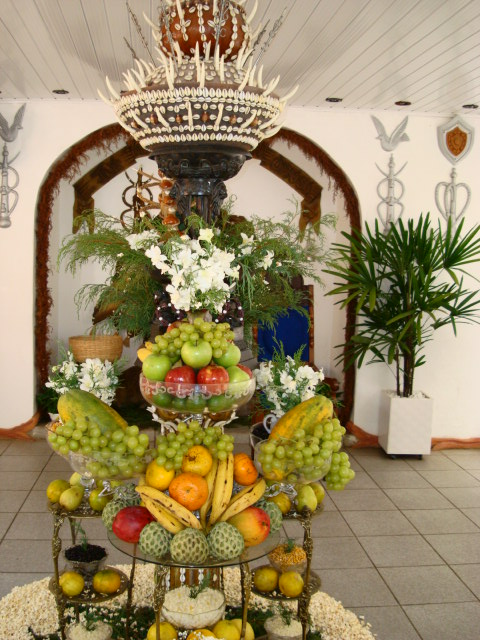
Assentamento do orixá Obaluaiê em terreiro de Salvador

## Uso do termo na capoeira
Na capoeira, "axé" representa força, ânimo e energia. Uma roda de capoeira cheia de axé é uma roda animada e alegre. Como a maior parte dos praticantes da capoeira da atualidade não é adepta do candomblé, a palavra, no contexto da capoeira, perdeu o âmbito sobrenatural e místico que tem no candomblé. Algumas vezes, a palavra "axé" pode ser utilizada como uma saudação, um cumprimento através do qual se desejam, ao próximo, coisas boas, força, ânimo e energia.[carece de fontes?]

## O axé na ritualística do candomblé
No ritual original do candomblé, há duas partes: a preparação, que começa uma semana antes de cada festa, com muita gente na casa lavando, passando, cozinhando, limpando e enfeitando. Quando se entra no barracão e se veem as bandeirinhas no teto da cor do orixá que está sendo homenageado, é preciso lembrar que alguém teve que comprar, cortar e colar as bandeirinhas e colocá-las no lugar para que o barracão ficasse bonito. Durante a semana, diversas obrigações são feitas, de acordo com a determinação do jogo de búzios; animais são sacrificados a exus, eguns e aos orixás homenageados (revigorando o axé). Os animais têm que ser limpos e preparados por alguém, pois será servido uma parte (axé) para os orixás e outra parte para todos os presentes na festa.
Na parte pública da festa, os filhos de santo (iniciados) dançam e entram em transe com seu orixá. O babalorixá evoca cantigas que lembram os feitos do orixá e este executa uma dança simbólica recordando seus atributos. A cerimônia termina com um banquete onde será distribuído o axé em forma de alimento entre todos os presentes. A manutenção da oralidade em algumas religiões afro-brasileiras é fundamental.
Mesmo fazendo-se uso da escrita, a oralidade não poderá ser abandonada, uma vez que o axé também é transmitido através da palavra, do hálito e da saliva; portanto, o silêncio nas casas de candomblé e outras religiões afro-brasileiras é imprescindível. A palavra tem força dinâmica: dependendo do momento em que for pronunciada, a palavra pode ter a sua força sagrada ampliada.[carece de fontes?]